# Koger

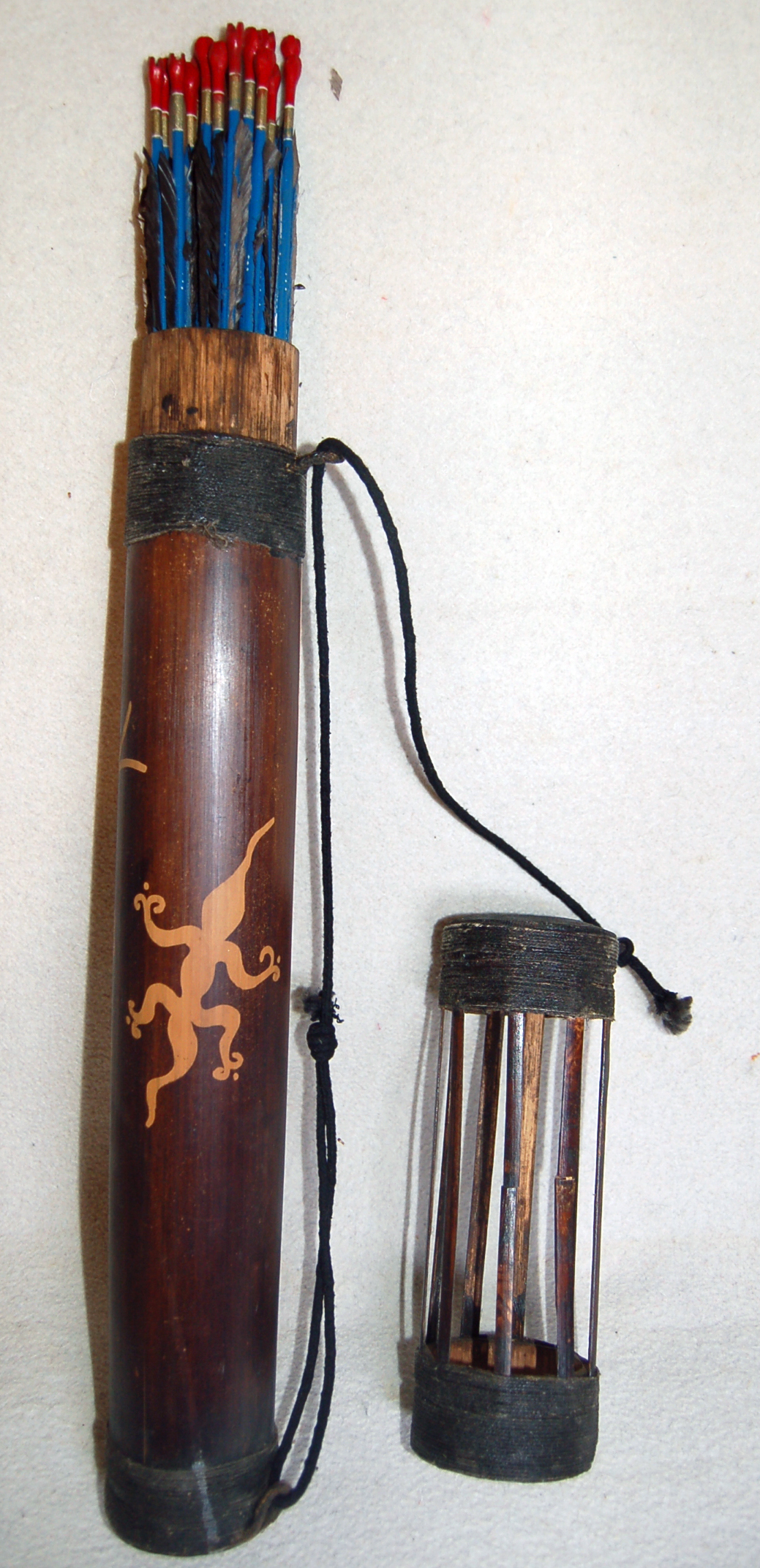
Koger

Ett koger är en behållare för pilar som används av en bågskytt eller armborstskytt. Ett koger bärs normalt sett diagonalt över ryggen eller vid höften. Ridande bågskyttar har ibland kogret fäst på hästsadeln.
Ett koger tillverkades historiskt sett av läder, päls, bark, trä eller andra naturliga material. Moderna koger tillverkas ofta i textil, plast och metall, men läder är fortfarande vanligt förekommande. En modern variant av koger är bågkoger som är en pilhållare som sitter fastsatt på en pilbåge eller armborst. Dessa har blivit populära bland jägare för att de underlättar när de måste röra sig tyst och försiktigt för att inte skrämma bytesdjur. De är dock inte lika smidiga vid tavelskytte eftersom de då istället blir en extra börda att hålla uppe med handen när man siktar.
Ett av de äldsta kogren som hittats är ett som upptäcktes tillsammans med "ismannen" Ötzi år 1991. Kogret som hittades tillsammans med hans långbåge innehöll 14 pilar och var tillverkad av gemsskinn. Fyndet dateras till omkring år 3300 f.Kr.

## Galleri

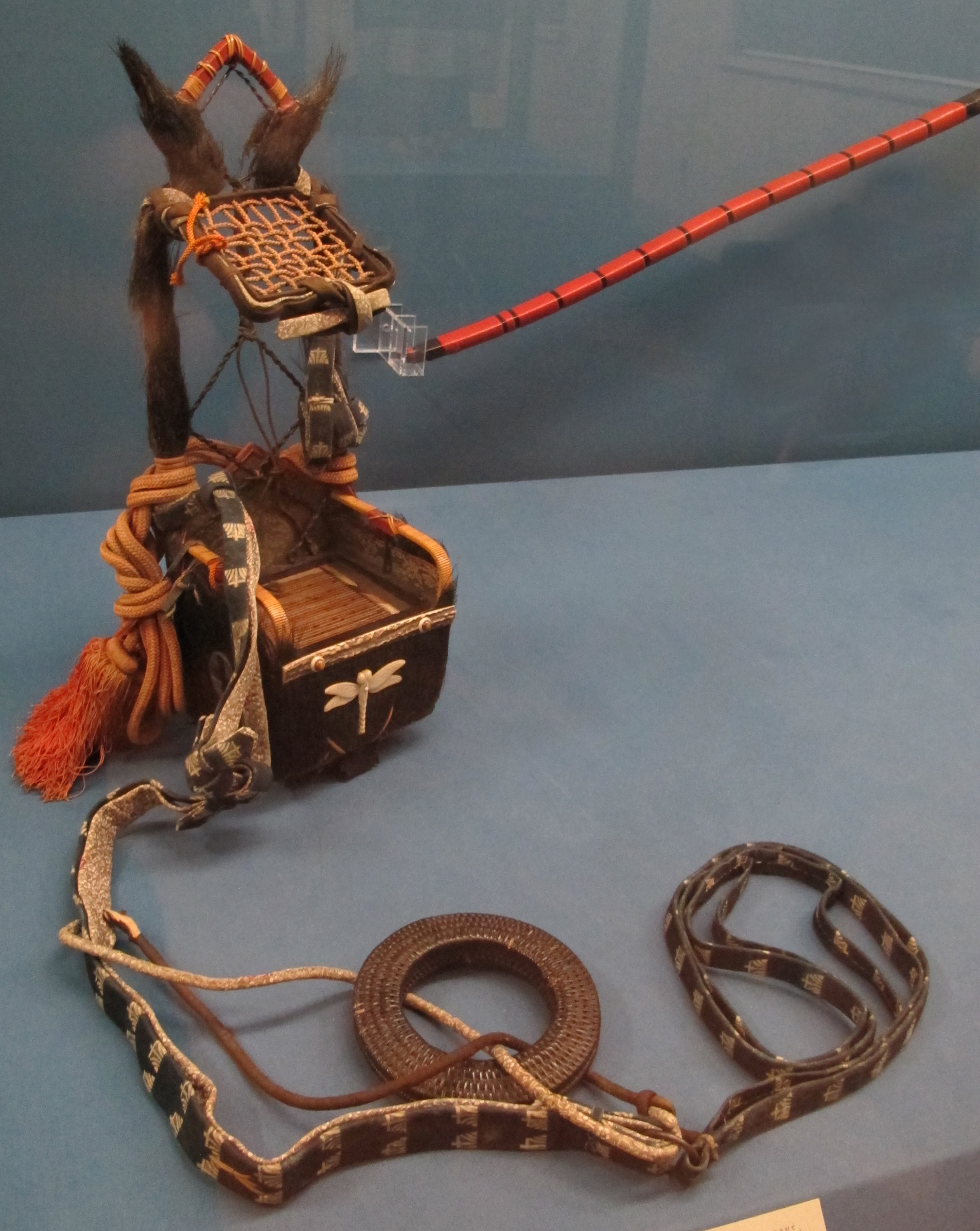
Ett japanskt koger kallas yebira, detta från Edoperioden.
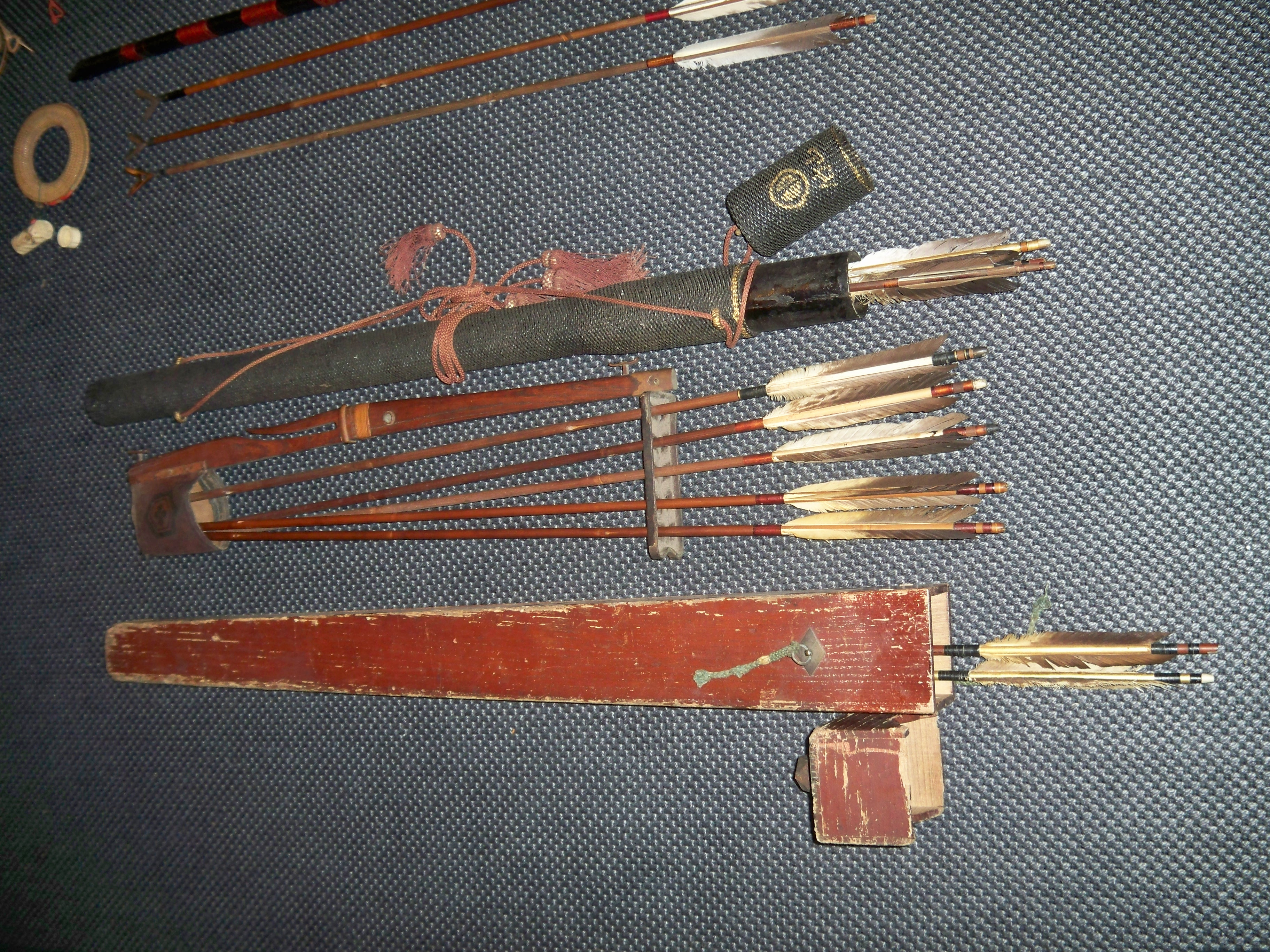
Överst en Yadzutsu, mitten en Shiko yebira som liknar moderna bågkoger.
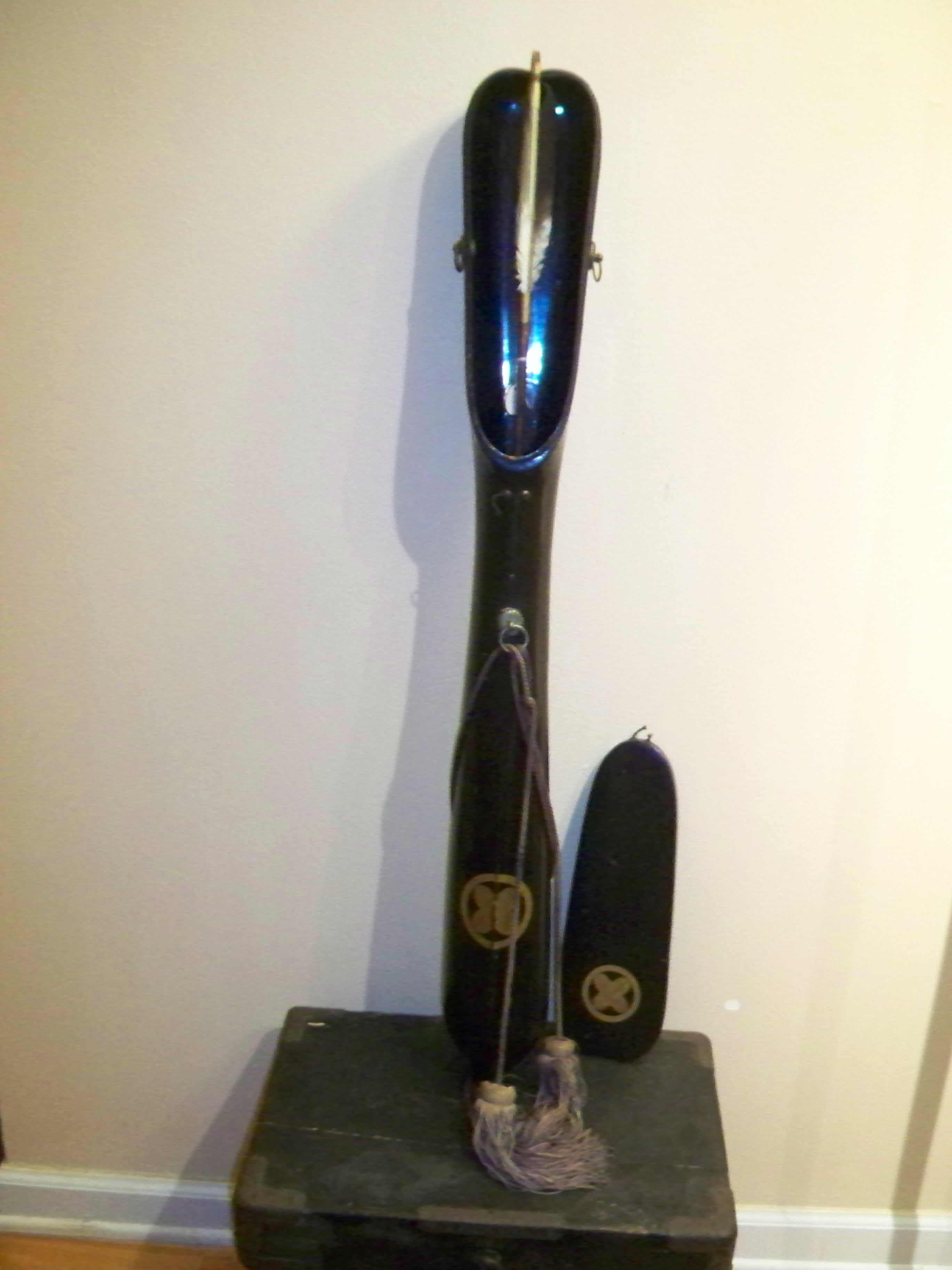
En japansk yebira av modellen Utsubo.
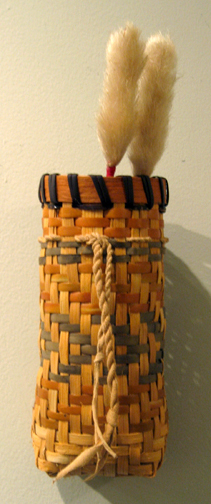
Flätat koger för blåsrörspilar, pilarnas dun är gjort av fröhus-dunet från Vägtistel.
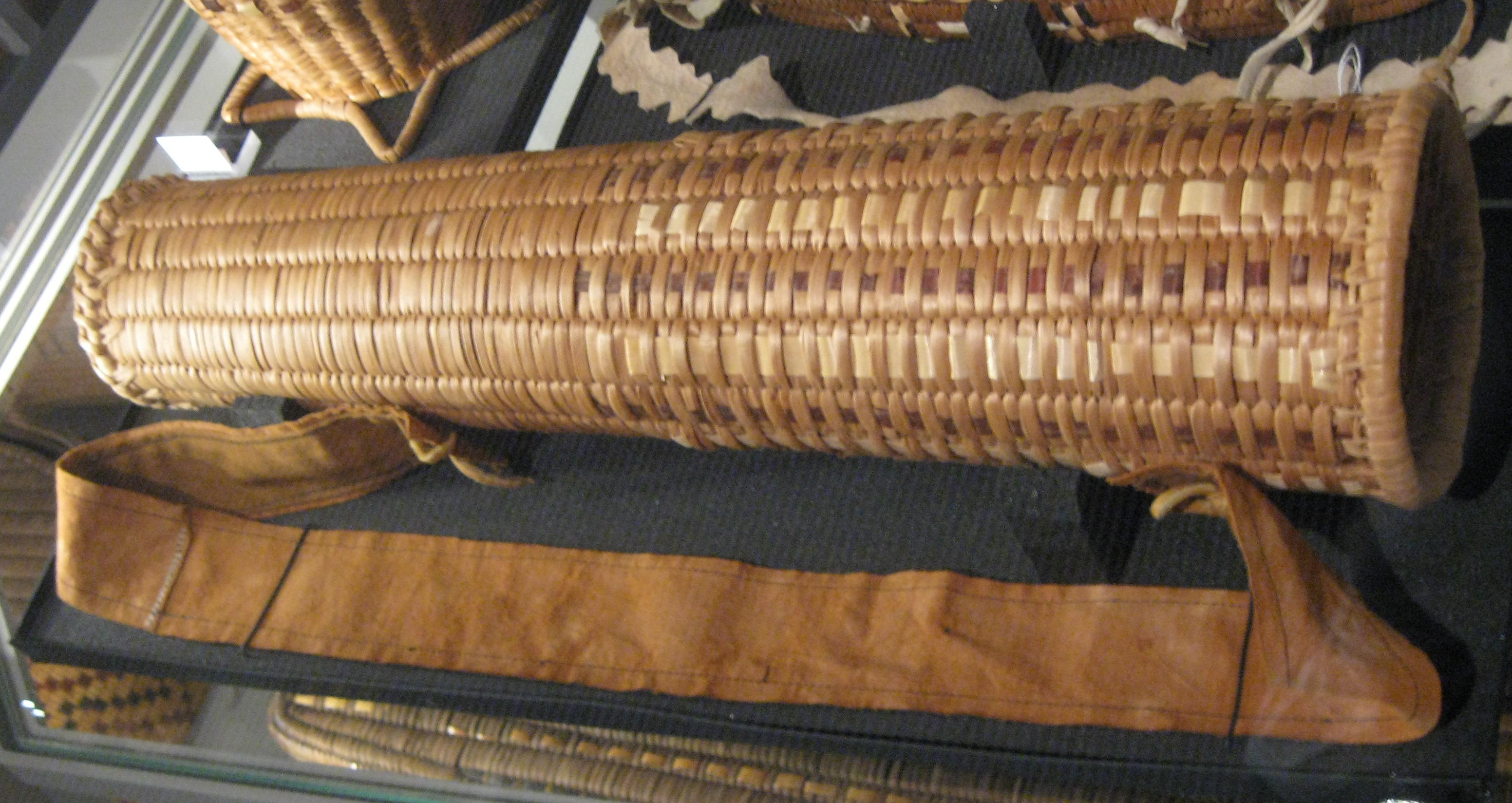
Traditionell kogerreplika av St'at'imc-indianernas hantverk.
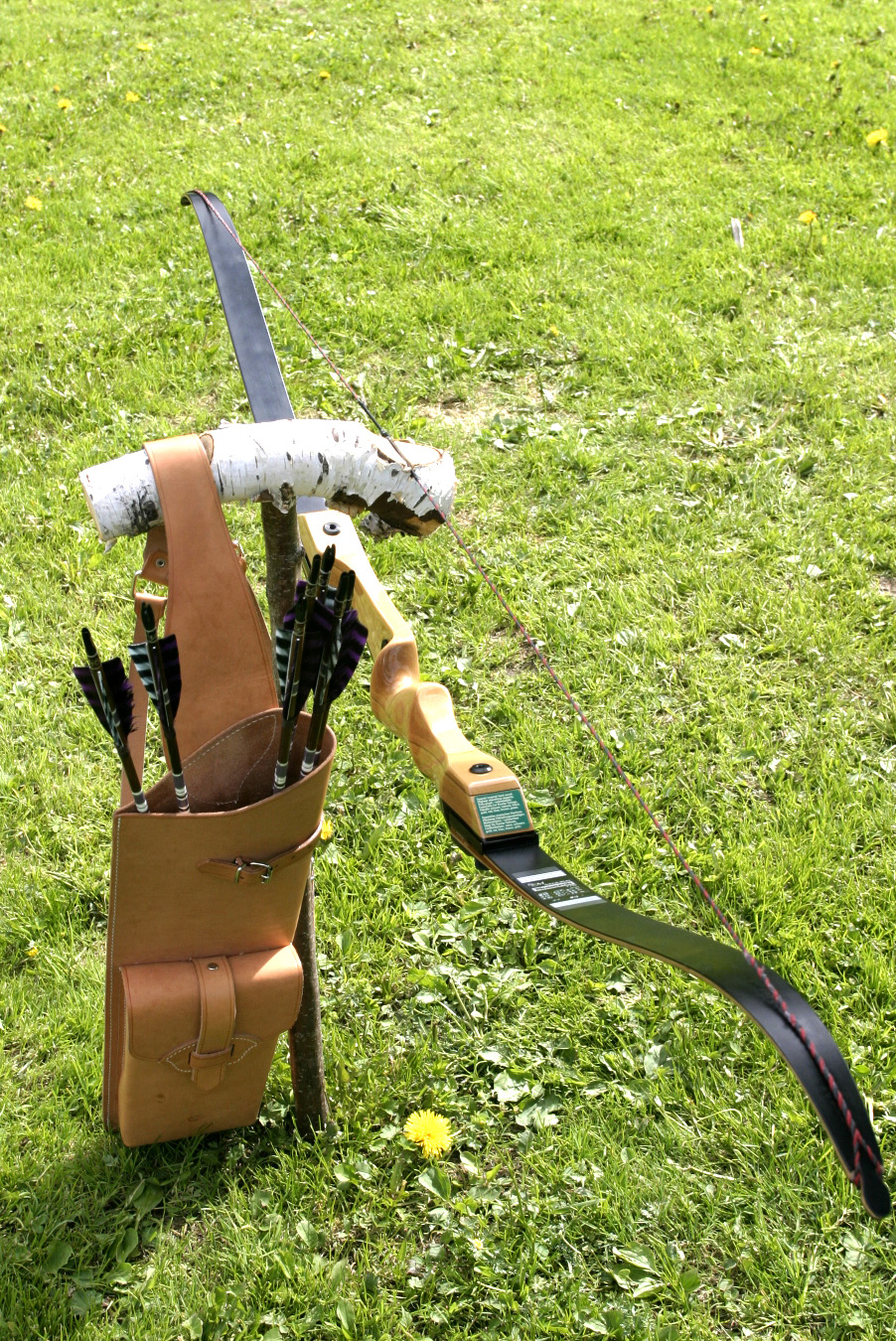
Modernt läderkoger tillsammans med en recurvebåge.
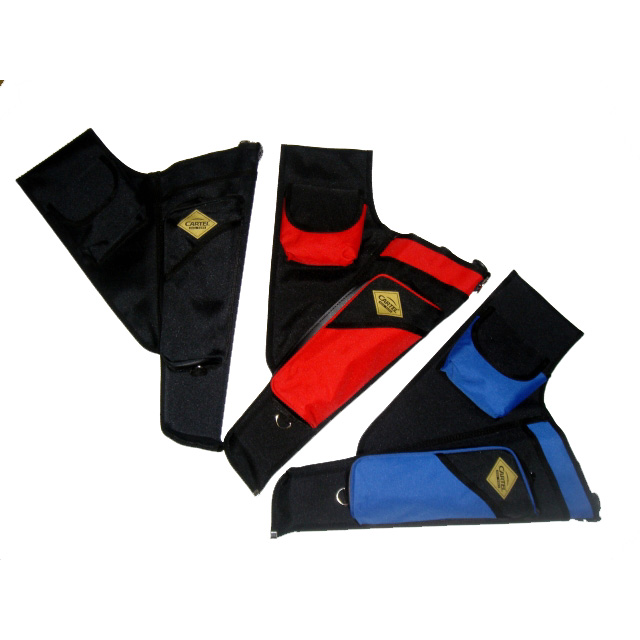
Moderna bälteskoger av textil.
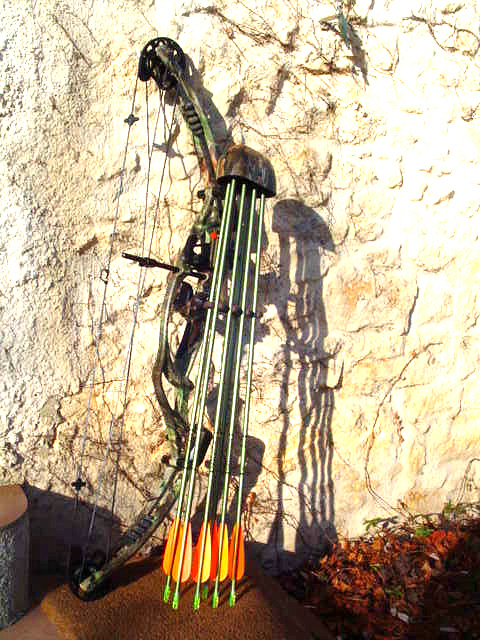
En compoundbåge med ett bågkoger.
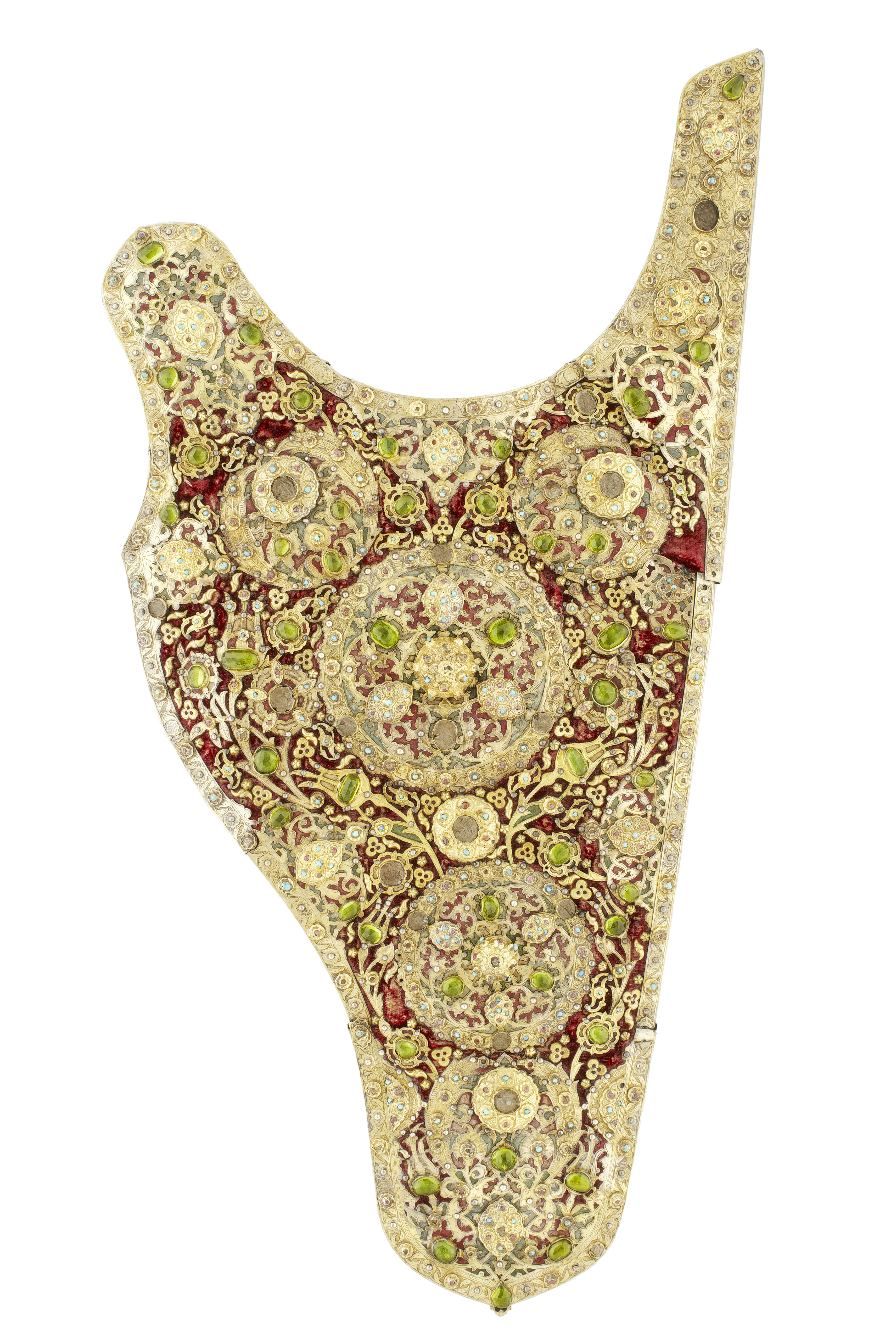
Bågkoger med ädelstenar, från 1620.